# Napalm Records
Napalm Records Handels é uma gravadora da Áustria. Essa empresa está associado com a Federação Internacional da Indústria Fonográfica - IFPI.